# Eduard Vilde
Eduard Vilde   (Pudivere, 4 de març de 1865 - Tallinn, 26 de desembre de 1933) va ser un escriptor estonià, pioner del realisme crític a la literatura estònia i diplomàtic. Va ser autor de clàssics com La Guerra de Mahtra i El lleter de Mäeküla. Va ser una de les figures més venerades de la literatura estònia i, en general, se'l considera el primer escriptor professional del país.

## Vida i carrera
Vilde va créixer a la granja on treballava el seu pare. L'any 1883 va començar a treballar com a periodista. Va passar gran part de la seva vida viatjant a l'estranger i va viure durant un temps a Berlín a la dècada de 1890, on va ser influenciat pel materialisme i el socialisme. Els seus escrits també es van guiar pel realisme i el naturalisme de l'escriptor francès Émile Zola (1840–1902). A més de ser un escriptor prolífic, també va ser un crític obert del domini tsarista i dels terratinents alemanys. Amb la fundació de la primera república d'Estònia el 1919, va servir com a ambaixador a Berlín durant diversos anys, i va passar els últims anys de la seva vida editant i revisant un volum enorme de les seves obres col·leccionades. Després de la seva mort el 1933, es va convertir en la primera persona a ser enterrada a Metsakalmistu, al districte de Pirita de Tallinn.

## Obres
- Musta mantliga mees (1886)

- Kuhu päike ei paista (1888)

- Kõtistamise kõrred (1888)

- Karikas kihvti (1893)

- "Linda" aktsiad (1894)

- Külmale maale (1896)

- Raudsed käed (1898)

- Mahtra sõda (1902)

- Kui Anija mehed Tallinnas käisid (1903)

- Prohvet Maltsvet (1905–1908)

- Jutustused (1913)

- Mäeküla piimamees (1916)

- Tabamata ime (1912)

- Pisuhänd (1913)

- Side (1917)

- Rahva sulased (inacabat, creació 1934/1–3)

- Jobu

- Minu esimesed triibulised

## Galeria

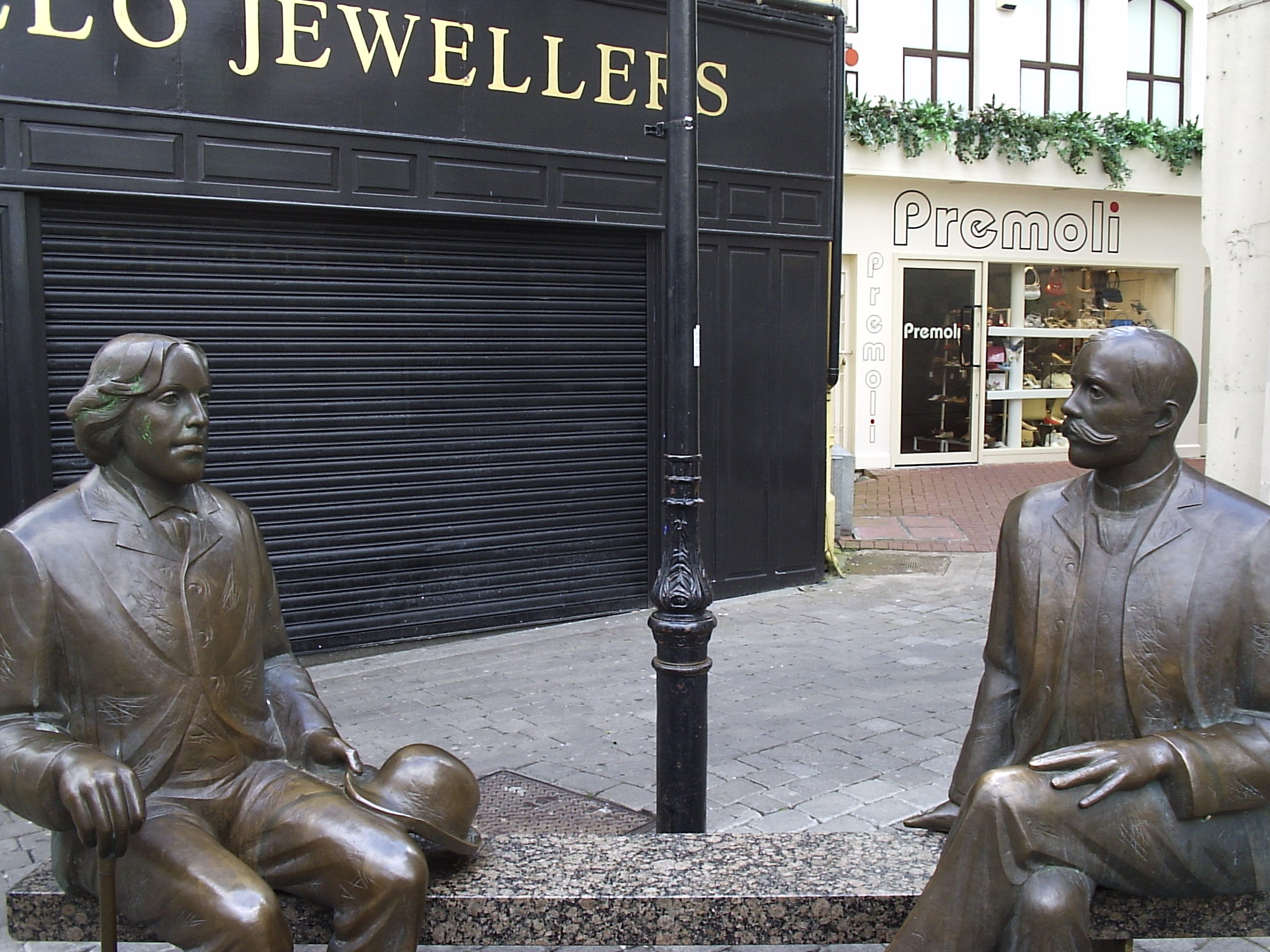
Estàtues d’Oscar Wilde i Eduard Vilde a Galway. L'original d'aquesta escultura es troba a Tartu.
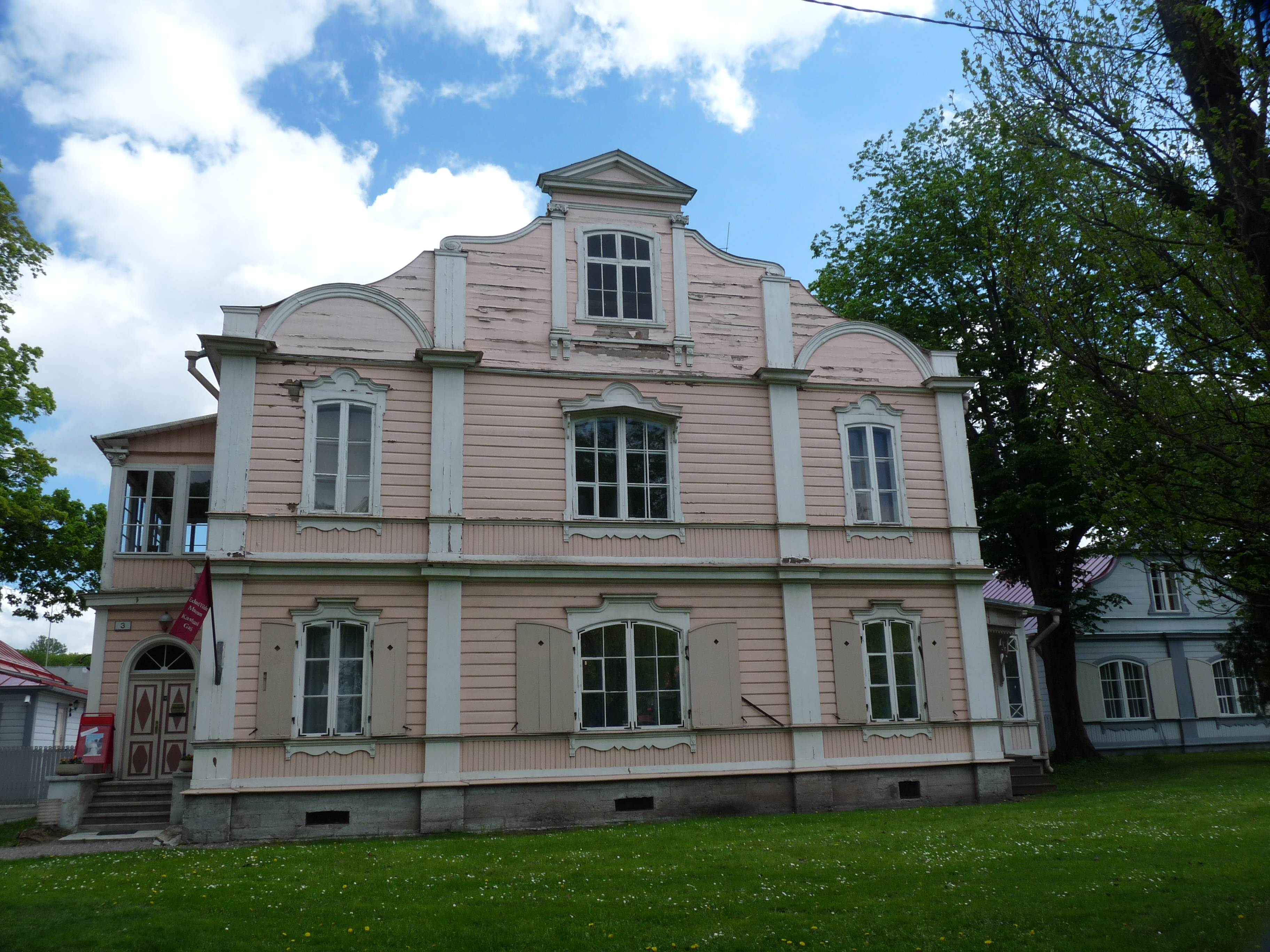
Casa a Kadriorg, on va viure Eduard Vilde del 1927 al 1933
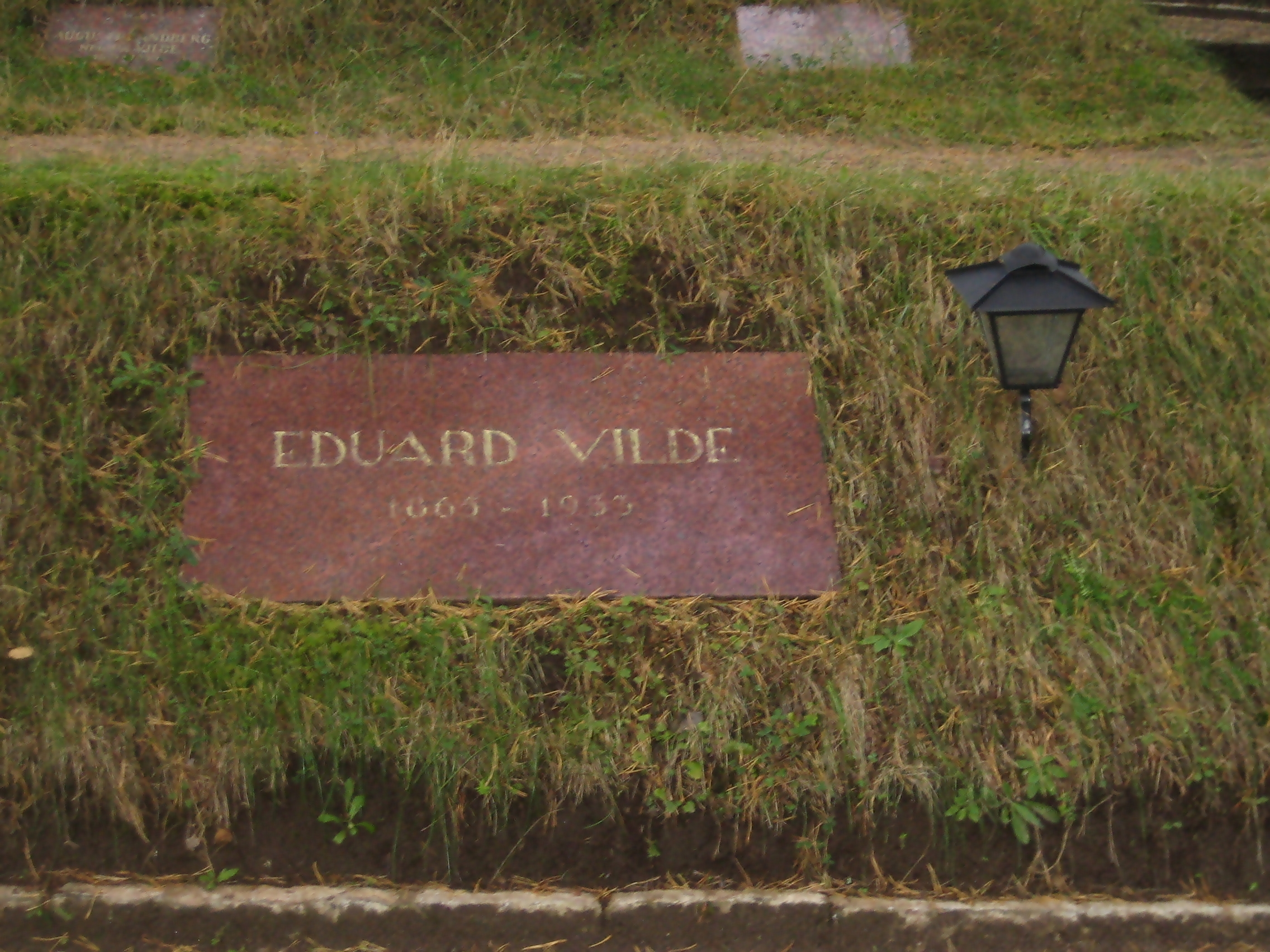
Tomba d'Eduard Vilde al cementiri forestal de Tallinn
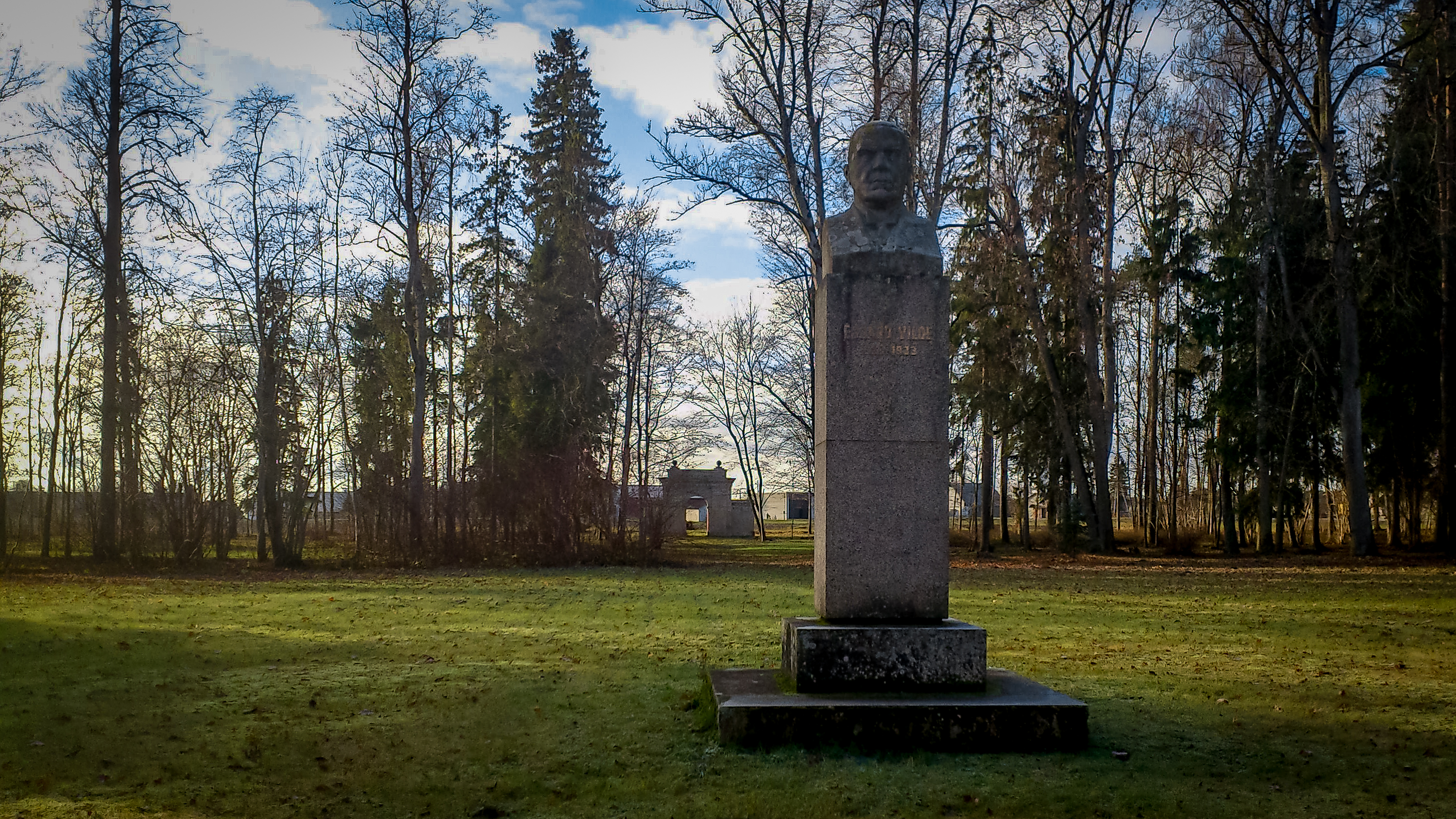
Monument de Vilde al parc de Muuga Manor
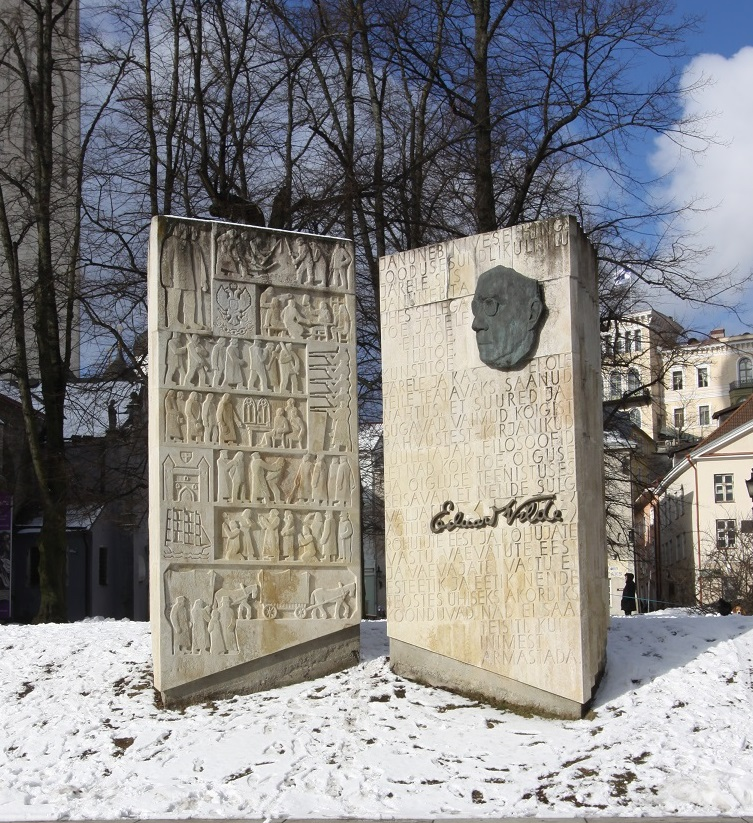
Memorial a Vilde a Tallinn